# Royal Wootton Bassett
Royal Wootton Bassett (/ˈrɔɪəl ˈwʊtən ˈbæsɪt/, originariamente solo Wootton Bassett) è un paese di 13 570 abitanti della contea del Wiltshire, in Inghilterra.
La città ha ricevuto il patrocinio reale nel marzo 2011 dalla regina Elisabetta II in riconoscimento del suo ruolo nei rimpatri funebri militari dei primi anni del XXI secolo, che passavano per la città. Questo onore è stato ufficialmente conferito in una cerimonia il 16 ottobre 2011, il primo patrocinio reale ad essere conferito a un paese (a differenza di un borough o di una contea) dal 1909.

## Storia
Il 681 d.C. è solitamente preso come punto di partenza per la storia registrata di Wootton Bassett, allora nota come Wodeton, essendo menzionata in quell'anno in una carta dell'abbazia di Malmesbury che concedeva terreni all'abate.
Wootton Bassett è menzionato nel Domesday Book del 1086, dove si nota che un certo Miles Crispin deteneva i diritti e questi includevano "terra per 12 aratri... un mulino... e 24 acri di prato... 33 acri di pascolo e bosco che sono due leghe per lega". Si diceva che valesse nove sterline.
Nei primi anni del XXI secolo, la città rese omaggio in modo informale durante i cortei funebri del rimpatrio militare che attraversavano la città, attirando infine una significativa copertura mediatica. Il 16 marzo 2011, il Primo ministro David Cameron annunciò che mentre "da settembre, i rimpatri militari non passeranno più attraverso la città di Wootton Bassett", " Sua Maestà ha accettato di conferire il titolo 'Royal' alla città, come simbolo duraturo dell'ammirazione e della gratitudine della nazione".  L'aggiunta al nome della città fu emanata tramite Lettere patenti ed entrò in vigore il 16 ottobre 2011, quando la Principessa reale visitò la città per presentare formalmente le Lettere patenti al consiglio comunale. Royal Wootton Bassett è la quarta città reale del paese dopo Royal Sutton Coldfield, Royal Leamington Spa e Royal Tunbridge Wells, e la prima a ricevere lo status in oltre 100 anni.

## Geografia
I sobborghi di Royal Wootton Bassett includono Noremarsh, Coped Hall, Woodshaw e Vastern (un piccolo villaggio a sud). Bishop Fowley è mostrato sulla mappa di Andrews e Dury del Wiltshire del 1810 come un villaggio periferico a sud-ovest della città; la posizione è ora nota come Vowley Farm.
Il Wootton Bassett Mud Spring è un sito di speciale interesse scientifico di 8.000 m², notificato nel 1997.

## Economia
La città è sempre stata una città di mercato e quindi con molte attività legate all'agricoltura e all'allevamento.
Nel 1908 la Wiltshire United Dairies costruì una latteria e una cremeria nella città. Fusa nel 1916 per formare la United Dairies, nel 1931 fu aperto un raccordo privato dalla stazione ferroviaria di Wootton Bassett Junction per consentire ai treni del latte di servire l'impianto. Dopo la fusione con Unigate nel 1958, l'impianto divenne un sito di produzione chiave per gli yogurt del marchio St Ivel, prima di essere venduto alla Danone per 32 milioni di sterline. La fabbrica chiuse di conseguenza nel febbraio 2003. Il sito fu venduto per 19 milioni di sterline nell'agosto 2004 e la fabbrica demolita nel giugno 2005. Fu riqualificata come complesso residenziale Beaufort Park.
Il Disclosure and Barring Service ha un ufficio nella città.

## Rimpatri

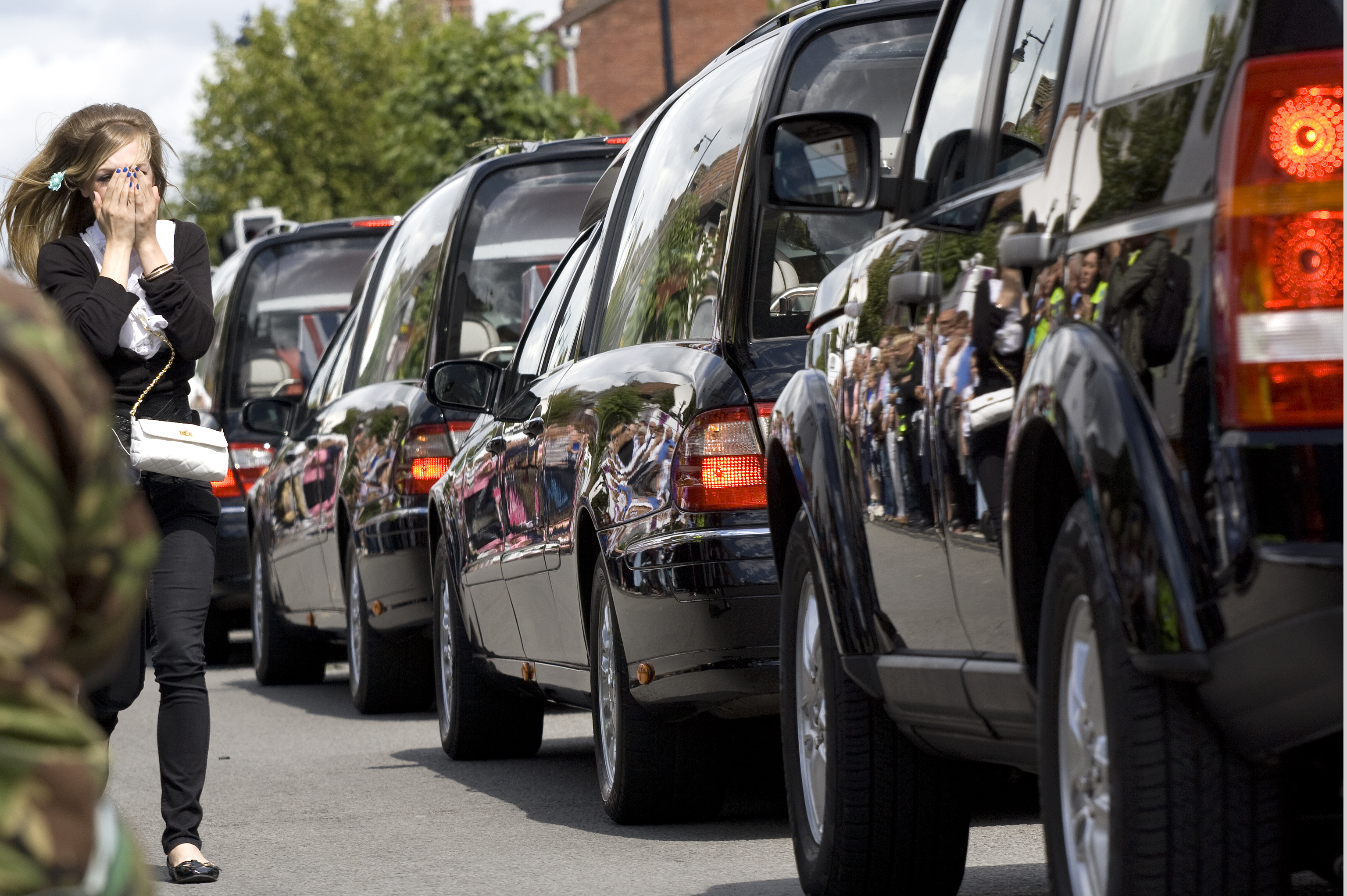
Un convoglio di carri funebri a Wootton Bassett

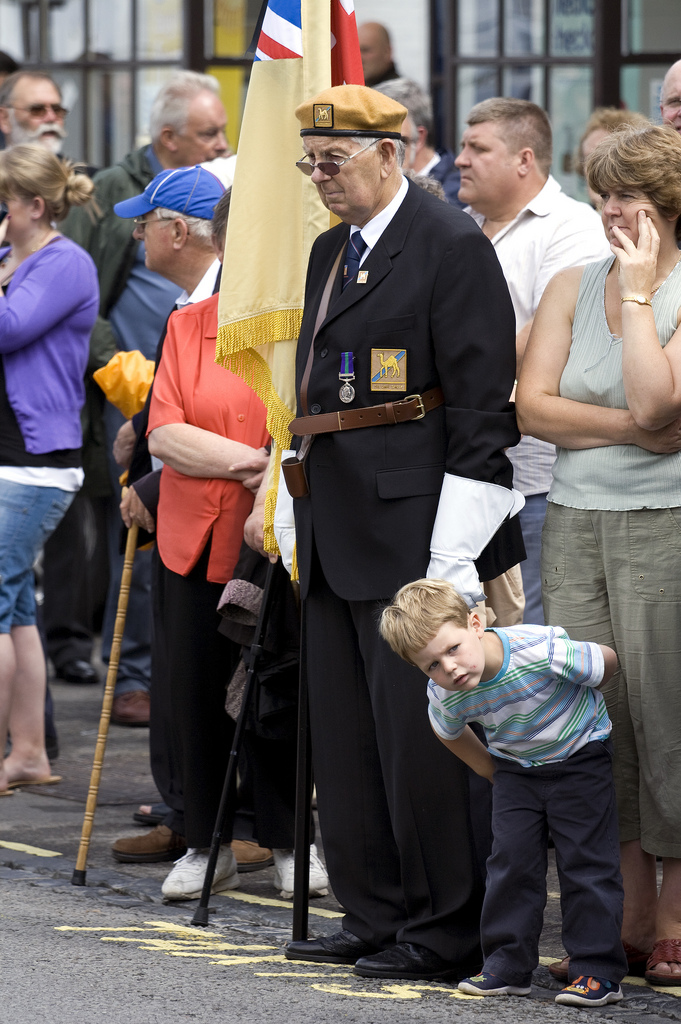
Un gruppo di persone con un veterano di guerra durante un rimpatrio

Da aprile 2007, i corpi dei militari delle Forze armate britanniche uccisi in Iraq e Afghanistan vennero rimpatriati alla base RAF Lyneham, 7,5 km a sud. I corpi sarebbero poi stati trasportati al John Radcliffe Hospital di Oxford, in bare coperte da una Union Jack, passando per la città durante il tragitto. Nell'estate del 2007, i membri locali della Royal British Legion vennero a conoscenza del rimpatrio e decisero di mostrare formalmente il loro rispetto ai soldati mentre attraversavano la loro città. Ciò portò altre persone a radunarsi lungo il percorso, con grandi raduni a volte di oltre 1.000 persone. Dopo che le riparazioni della pista della RAF Brize Norton furono completate, la RAF continuò ad utilizzare Lyneham, un portavoce del Ministero della difesa disse che poiché "la gente di Wootton Bassett aveva fatto così tanto per dare il proprio supporto, si pensò che sarebbe stato insensibile trasferire il processo di nuovo a Brize". Quando RAF Lyneham chiuse nel settembre 2011, i rimpatri si spostarono a RAF Brize Norton e andarono vicino alla città di Carterton.